# Vimpelgräs
Vimpelgräs (Snowdenia polystachya) är en gräsart som först beskrevs av Johann Baptist Georg Wolfgang Fresenius, och fick sitt nu gällande namn av Pilg.. Enligt Catalogue of Life ingår Vimpelgräs i släktet vimpelgrässläktet och familjen gräs, men enligt Dyntaxa är tillhörigheten istället släktet vimpelgrässläktet och familjen gräs. Arten förekommer tillfälligt i Sverige, men reproducerar sig inte. Inga underarter finns listade i Catalogue of Life.